# Honda Grand Prix of Monterey 1998
Honda Grand Prix of Monterey 1998 var ett race som var den sextonde deltävlingen i CART World Series 1998. Tävlingen kördes den 13 september på Laguna Seca Raceway i Monterey, Kalifornien. Bryan Herta fick revansch ifrån tävlingen 1996, då han tvingades släppa Alex Zanardi förbi sig, på det allra sista varvet. 1998 ledde Herta före Zanardi ut på den sista rundan, men den här gången klarade Herta av att hålla den snabbare Zanardi bakom sig hela vägen till mållinjen. Segern var Hertas första i CART, samtidigt som Zanardis andraplats definitivt säkrade hans andra raka titel.

## Slutresultat
| Plats | Förare               | Team                     | Grid | Kvaltid  |
| ----- | -------------------- | ------------------------ | ---- | -------- |
| 1     | Bryan Herta          | Team Rahal               | 1    | 1.08,146 |
| 2     | Alex Zanardi         | Chip Ganassi Racing      | 5    | 1.08,524 |
| 3     | Tony Kanaan          | Tasman Motorsports       | 14   | 1.08,803 |
| 4     | Dario Franchitti     | Team KOOL Green          | 2    | 1.08,354 |
| 5     | Jimmy Vasser         | Chip Ganassi Racing      | 3    | 1.08,452 |
| 6     | Al Unser Jr.         | Marlboro Team Penske     | 7    | 1.08,579 |
| 7     | Adrián Fernández     | Patrick Racing           | 6    | 1.08,530 |
| 8     | Paul Tracy           | Team KOOL Green          | 18   | 1.09,088 |
| 9     | Christian Fittipaldi | Newman/Haas Racing       | 13   | 1.08,746 |
| 10    | Michael Andretti     | Newman/Haas Racing       | 12   | 1.08,737 |
| 11    | Richie Hearn         | Della Penna Motorsports  | 17   | 1.09,008 |
| 12    | Max Papis            | Arciero-Wells Racing     | 16   | 1.08,917 |
| 13    | Robby Gordon         | Arciero-Wells Racing     | 24   | 1.09,427 |
| 14    | André Ribeiro        | Marlboro Team Penske     | 22   | 1.09,304 |
| 15    | Arnd Meier           | Davis Racing             | 26   | 1.09,613 |
| 16    | Bobby Rahal          | Team Rahal               | 19   | 1.09,125 |
| 17    | Patrick Carpentier   | Forsythe Racing          | 20   | 1.09,167 |
| 18    | Scott Pruett         | Patrick Racing           | 8    | 1.08,589 |
| 19    | Gil de Ferran        | Walker Racing            | 10   | 1.08,690 |
| 20    | Alex Barron          | All American Racing      | 23   | 1.09,387 |
| 21    | Greg Moore           | Forsythe Racing          | 4    | 1.08,482 |
| 22    | Hélio Castroneves    | Bettenhausen Motorsports | 21   | 1.09,194 |
| 23    | Vincenzo Sospiri     | All American Racing      | 27   | 1.11,543 |
| 24    | Michel Jourdain Jr.  | Payton/Coyne Racing      | 25   | 1.09,544 |
| 25    | Mark Blundell        | PacWest Racing           | 15   | 1.08,845 |
| 26    | Dennis Vitolo        | Payton/Coyne Racing      | 28   | 1.11,544 |
| 27    | Maurício Gugelmin    | PacWest Racing           | 9    | 1.08,685 |
| 28    | JJ Lehto             | Hogan Racing             | 11   | 1.08,735 |